# Policlet de Messana
Policlet de Messana (grec antic: Πολύκλειτος, llatí: Polycleitos) és un personatge que apareix esmentat en les lletres espúries de Fàlaris, tirà d'Acragant, segons les quals Fàlaris fou guarit d'una malaltia perillosa per Policlet, qui va induir Fàlaris de perdonar un conspirador contra la seva vida.